# Jakym Sen'kivs'kyj
Jakym Sen'kivs'kyj al secolo Ivan (in ucraino Яким Сеньківський?; Oblast' di Ternopil', 2 maggio 1896 – Drohobyč, 29 giugno 1941) è stato un presbitero ucraino appartenente all'Ordine basiliano di San Giosafat, vittima della persecuzione dei cristiani in URSS. Papa Giovanni Paolo II lo dichiarò martire e lo proclamò beato nel 2001.

## Biografia
Nacque da numerosa famiglia contadina. Terminati gli studi al seminario diocesano di Leopoli, il 4 dicembre 1921 ordinato sacerdote. Perfeziona gli studi a Innsbruck. Nel 1923 entra nell'Ordine basiliano di San Giosafat e prende il nome monastico Jakim. Nel 1939 fu nominato protoigumeno, responsabile della provincia monastica. Con l'instaurarsi del potere sovietico, la polizia NKVD intensifica il suo controllo su padre Jakym. Viene arrestato assieme all'igumeno del monastero Severijan Baranyk. Secondo il racconto di alcuni compagni di prigionia, il suo corpo sarebbe stato bollito in una caldaia.
È stato beatificato il 27 giugno 2001 in occasione della visita di papa Giovanni Paolo II in Ucraina.